# Friedrich III. von Goseck
Friedrich III. von Goseck (* um 1065 in Weißenburg, Zscheiplitz; † 5. Februar 1085 in Zscheiplitz) war Graf zu Putelendorf.
Er war der einzige Sohn des Pfalzgrafen von Sachsen, Friedrich II. († 1088), aus dem Hause Goseck und der Hedwig aus Bayern.
Um 1081 heiratete er Adelheid von Stade, die Tochter des Grafen Lothar Udo II. von Stade, Markgraf der Nordmark. 
Im Jahr 1085 wurde er von Dietrich und Ulrich von Deutleben und Reinhard von Reinstedt auf der Jagd beim Hof Zscheiplitz an der Unstrut ermordet. Die Hintergründe der Tat liegen im Dunkeln, da die Täter aber wohl aus dem nördlichen Harzvorland stammen, wo die Gosecker ebenfalls Besitz hatten, sind nachbarliche Streitigkeiten wahrscheinlich.
Im gleichen Jahr wurde sein Sohn Friedrich IV. geboren. Dieser bezichtigte später seinen Stiefvater Ludwig den Springer, der Friedrichs Witwe geheiratet hatte, der Mörder zu sein.
Da Friedrich III. vor seinem Vater Friedrich II. starb, wurde nicht er, sondern sein Sohn Friedrich IV. Nachfolger und Erbe Friedrichs II. als Pfalzgraf von Sachsen.